# 克里斯蒂安·迈尔赫费尔
克里斯蒂安·迈尔赫费尔（德語：Christian Mayerhöfer，1971年6月16日—），德国男子曲棍球运动员。他曾代表德国参加1992年、1996年和2000年夏季奥林匹克运动会曲棍球比赛，获得一枚金牌。